# Nigel Hawthorne
Sir Nigel Barnard Hawthorne, CBE (Coventry, Warwickshire, 5 de abril de 1929 — Hertfordshire, 26 de dezembro de 2001) foi um ator inglês.

## Vida pessoal
Uma pessoa intensamente reservada, ele ficou irritado por ter sido declarado gay em 1995 na publicidade em torno do Oscar, mas compareceu à cerimônia com seu parceiro de longa data, Trevor Bentham, e depois falou abertamente sobre ser gay em entrevistas e em sua autobiografia, Straight Face, que foi publicada postumamente.
Hawthorne conheceu Bentham em 1968, quando este último era o diretor de palco do Royal Court Theatre. De 1979 até a morte de Hawthorne em 2001, eles viveram juntos em Radwell e depois em Thundridge, ambos em Hertfordshire. Os dois se tornaram angariadores de fundos para o hospício de North Hertfordshire e outras instituições de caridade locais.

## Filmografia (seleção)
- Firefox (1982)
- The Black Cauldron (1985)
- Freddie the Frog (1992)
- Demolition Man (1993)
- The Madness of King George (1994)
- Richard III (1995)
- Amistad (1997)
- Madeline (1998)
- At Sachem Farm (1998)
- The Winslow Boy (1999)
- The Big Brass Ring (1999)
- Tarzan (1999)
- Call me Claus (2001)